# Hastighetsåkning på skridskor vid olympiska vinterspelen 1980

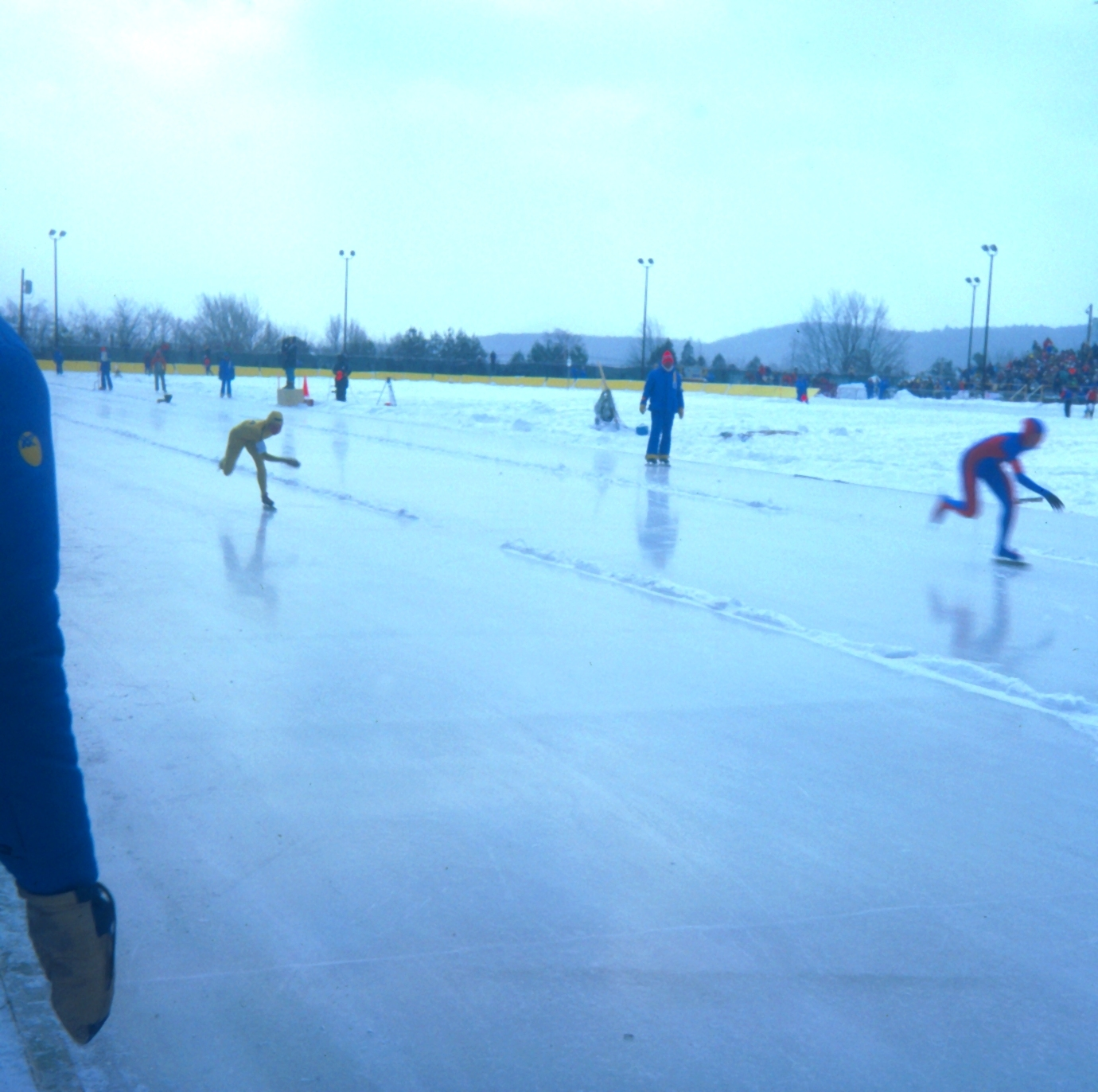
Lopp.

Hastighetsåkning på skridskor vid olympiska vinterspelen 1980  i Lake Placid, New York, USA.

## Medaljtabell
| Pl. | Nation        | Guld | Silver | Brons | Totalt |
| --- | ------------- | ---- | ------ | ----- | ------ |
| 1   | USA           | 5    | 2      | 1     | 8      |
| 2   | Norge         | 1    | 2      | 4     | 7      |
| 3   | Nederländerna | 1    | 2      | 1     | 4      |
| 4   | Sovjetunionen | 1    | 1      | 2     | 4      |
| 4   | Östtyskland   | 1    | 1      | 2     | 4      |
| 6   | Kanada        | 0    | 1      | 0     | 1      |
|     | Totalt        | 9    | 9      | 10    | 28     |

## Medaljörer

### Herrar
| Gren                     | Guld            | Guld          | Silver                         | Silver   | Brons                                              | Brons    |
| 500 meter Detaljer...    | Eric Heiden USA | 38,03 (OR)    | Jevgenij Kulikov Sovjetunionen | 38,37    | Lieuwe de Boer Nederländerna                       | 38,48    |
| 1 000 meter Detaljer...  | Eric Heiden USA | 1:15,18 (OR)  | Gaétan Boucher Kanada          | 1:16,68  | Vladimir Lobanov Sovjetunionen Frode Rønning Norge | 1:16,91  |
| 1 500 meter Detaljer...  | Eric Heiden USA | 1:55,44 (OR)  | Kay Stenshjemmet Norge         | 1:56,81  | Terje Andersen Norge                               | 1:56,92  |
| 5 000 meter Detaljer...  | Eric Heiden USA | 7:02,29 (OR)  | Kay Stenshjemmet Norge         | 7:03,28  | Tom Erik Oxholm Norge                              | 7:05,59  |
| 10 000 meter Detaljer... | Eric Heiden USA | 14:28,13 (VR) | Piet Kleine Nederländerna      | 14:36,03 | Tom Erik Oxholm Norge                              | 14:36,60 |

### Damer
| Gren                    | Guld                             | Guld         | Silver                    | Silver  | Brons                            | Brons   |
| 500 meter Detaljer...   | Karin Enke Östtyskland           | 41,78 (OR)   | Leah Poulos-Mueller USA   | 42,26   | Natalja Petrusjova Sovjetunionen | 42,42   |
| 1 000 meter Detaljer... | Natalja Petrusjova Sovjetunionen | 1:24,10 (OR) | Leah Poulos-Mueller USA   | 1:25,41 | Sylvia Albrecht Östtyskland      | 1:26,46 |
| 1 500 meter Detaljer... | Annie Borckink Nederländerna     | 2:10,95 (OR) | Ria Visser Nederländerna  | 2:12,35 | Sabine Becker Östtyskland        | 2:12,38 |
| 3 000 meter Detaljer... | Bjørg Eva Jensen Norge           | 4:32,13 (OR) | Sabine Becker Östtyskland | 4:32,79 | Beth Heiden USA                  | 4:33,77 |

## Trupper

### Australien
1. Colin Coates
2. Mike Richmond

### Finland
1. Pertti Niittylä
2. Esa Puolakka
3. Marja Repola
4. Jukka Salmela

### Frankrike
1. Emmanuel Michon

### Italien
1. Maurizio Marchetto
2. Giovanni Paganin
3. Marzia Peretti

### Japan
1. Kaoru Fukuda
2. Kazuki Ichimura
3. Miyoshi Kato
4. Masayuki Kawahara
5. Makiko Nagaya
6. Yuko Ota-Yaegashi
7. Yasuhiro Shimizu
8. Masahiko Yamamoto

### Kanada
1. Gaétan Boucher
2. Sylvia Burka
3. Sylvie Daigle
4. Pat Durnin
5. Jacques Thibault
6. Kathy Vogt
7. Brenda Webster
8. Tyler D'Arcy

### Kina
1. Cao Guifeng
2. Chen Shuhua
3. Guo Chengjiang
4. Kong Meiyu
5. Li Huchun
6. Piao Meiji
7. Shen Guoqin
8. Shen Zhenshu
9. Su He
10. Wang Limei
11. Wang Nianchun
12. Zhang Li
13. Zhao Weichang

### Mongoliet
1. Temirbaataryn Njamdavaa
2. Dorzsijn Tsenddoo

### Nederländerna
1. Lieuwe de Boer
2. Annie Borckink
3. Hilbert van der Duim
4. Bert de Jong
5. Piet Kleine
6. Yep Kramer
7. Sijtje van der Lende
8. Haitske Valentijn
9. Ria Visser

### Norge
1. Terje Andersen
2. Kai Arne Engelstad
3. Bjørg Eva Jensen
4. Lisbeth Korsmo
5. Tom Erik Oxholm
6. Jarle Pedersen
7. Frode Rønning
8. Alf Rekstad
9. Kay Stenshjemmet
10. Jan Egil Storholt
11. Øyvind Tveter

### Polen
1. Jan Józwik
2. Erwina Ryś-Ferens

### Rumänien
1. Vasile Coros
2. Andrei Erdelyi
3. Desző Jenei

### Schweiz
1. Sylvia Brunner

### Storbritannien
1. Kim Ferran
2. John French
3. Mandy Horsepool
4. Alan Luke
5. Archie Marshall
6. Geoff Sandys

### Sovjetunionen
1. Tatiana Averina
2. Sergej Berezin
3. Vera Bryndzei
4. Sergej Chlebnikov
5. Jurij Kondakov
6. Irina Kovrova
7. Jevgenij Kulikov
8. Valentina Golovenkina
9. Vladimir Lobanov
10. Viktor Ljoshkin
11. Anatolij Medennikov
12. Dmitrij Ogloblin
13. Natalja Petrusjova
14. Olga Pleshkova
15. Jevgenij Solunskij
16. Tatjana Tarasova

### Sverige
1. Jan-Åke Carlberg
2. Ulf Ekstrand
3. Sylvia Filipsson
4. Johan Granath
5. Oloph Granath
6. Tomas Gustafson
7. Ann-Sofie Järnstrøm
8. Jan Junell
9. Örjan Sandler

### Sydkorea
1. Kim Yeong-Hyi
2. Lee Nam-Sun
3. Lee Seong-Ae
4. Lee Yeong-Ha
5. Na Yun-Su

### USA
1. Jim Chapin
2. Mary Docter
3. Sarah Docter
4. Beth Heiden
5. Eric Heiden
6. Dan Immerfall
7. Craig Kressler
8. Peter Mueller
9. Tom Plant
10. Leah Poulos-Mueller
11. Mike Woods

### Västtyskland
1. Brigitte Flierl
2. Monika Pflug
3. Herbert Schwarz
4. Sigrid Smuda

### Östtyskland
1. Sylvia Albrecht
2. Sabine Becker
3. Andreas Dietel
4. Steffen Doering
5. Andreas Ehrig
6. Karin Enke
7. Cornelia Jacob
8. Andrea Mitscherlich
9. Christa Rothenburger